# Neacomys
Neacomys (Thomas, 1900) è un genere di roditori della famiglia dei Cricetidi comunemente noti come topi spinosi sudamericani.

## Descrizione

### Dimensioni
Al genere Neacomys appartengono roditori di piccole dimensioni, con lunghezza della testa e del corpo tra 64 e 100 mm, la lunghezza della coda tra 65 e 111 mm e un peso fino a 54 g.

### Caratteristiche craniche e dentarie
Il cranio è delicato, il palato e lungo mentre i fori palatali sono corti. Gli incisivi superiori sono lisci ed opistodonti, ovvero con le punte rivolte verso l'interno della bocca, i molari sono bunodonti, ovvero con la struttura delle cuspidi semplificata.
Sono caratterizzati dalla seguente formula dentaria:

### Aspetto
La pelliccia è caratterizzata dalla presenza di peli spinosi sul dorso, le parti dorsali possono essere giallastre, grigiastre, rossastre o bruno-grigiastre mentre le parti ventrali sono spesso biancastre. Le orecchie sono piccole. I piedi sono stretti e lunghi, le due dita esterne sono molto più corte di quelle centrali. Le piante sono prive di peli, ricoperte di scaglie e provviste di sei cuscinetti carnosi. alla base di ogni artiglio è presente un ciuffo di peli argentato. La coda è più lunga della testa e del corpo, uniformemente marrone e cosparsa di pochi peli. Le femmine hanno quattro paia di mammelle. Sono privi di cistifellea.

## Distribuzione
Il genere è diffuso nel Continente americano, da Panama attraverso tutta la parte settentrionale dell'America meridionale fino al Perù.

## Tassonomia
Il genere comprende 24 specie:
- Neacomys aletheia
- Neacomys amoenus
- Neacomys auriventer
- Neacomys carcereni
- Neacomys dubosti
- Neacomys elieceri
- Neacomys guianae
- Neacomys jau
- Neacomys leilae
- Neacomys macedoruizi
- Neacomys marajoara
- Neacomys marci
- Neacomys minutus
- Neacomys musseri
- Neacomys oliveirai
- Neacomys paracou
- Neacomys pictus
- Neacomys rosalindae
- Neacomys serranensis
- Neacomys spinosus
- Neacomys tenuipes
- Neacomys vargasllosai
- Neacomys vossi
- Neacomys xingu